# Niltava sundara
El papamoscas sundara (Niltava sundara) es una especie de ave paseriforme de la familia Muscicapidae propia del sur de Asia.

## Distribución y hábitat
Se extiende desde el Himalaya hasta el interior de China y el noroeste de Indochina; distribuido por Pakistán, el norte de la India, Bután, Bangladés, China, Birmania, Nepal, y el norte de Tailandia y Laos. Su hábitat natural son los bosques húmedos subtropicales tanto de montaña como de tierras más bajas.